# آتش به آتش
آتش به آتش (به انگلیسی: Fire on Fire) تک آهنگی است از سم اسمیت خواننده انگلیسی که در تاریخ ۲۱ دسامبر ۲۰۱۸ ارائه گردید. ترانهٔ این آهنگ توسط سم اسمیت و استیو مک در جهت بازآفرینی مجدد یکی از برنامه‌های نت‌فلیکس نوشته شد.